# Rockledge, Florida
Rockledge är en stad (city) i Brevard County, i delstaten Florida, USA. Enligt United States Census Bureau har staden en folkmängd på 24 935 invånare (2011) och en landarea på 30,9 km².